# Meer- en Duinpolder
Het waterschap De Meer- en Duinpolder was een waterschap in de gemeenten Hillegom en Lisse in de Nederlandse provincie Zuid-Holland. In 1860 werd de Lisserbroekpolder bij het waterschap gevoegd.
Het waterschap was verantwoordelijk voor de vervening, drooglegging en later de waterhuishouding in de polder.